# Монтеренцио
Монтеренцио (итал. Monterenzio) је насеље у Италији у округу Болоња, региону Емилија-Ромања.
Према процени из 2011. у насељу је живело 1107 становника. Насеље се налази на надморској висини од 206 м.

## Становништво
| 1931. | 1936. | 1951. | 1961. | 1971. | 1981. | 1991. | 2001. | 2011. |
| ----- | ----- | ----- | ----- | ----- | ----- | ----- | ----- | ----- |
| 4.764 | 4.751 | 3.904 | 2.669 | 1.995 | 2.410 | 3.723 | 5.177 | 5.853 |